# Olof Nissmar
Nils Olof Alfred Nissmar, född 8 augusti 1911 Tuna, död 14 september 1952 i Bromma, var en svensk skådespelare.

## Filmografi
- 1942 – Olycksfågeln nr 13
- 1953 – Ogift fader sökes
- 1953 – Barabbas
- 1953 – Vägen till Klockrike

## Teater

### Roller (ej komplett)
| År   | Roll                            | Produktion                                                  | Regi             | Teater            |
| ---- | ------------------------------- | ----------------------------------------------------------- | ---------------- | ----------------- |
| 1944 |                                 | Jorden runt på 80 dagar Jules Verne                         | Alf Henrikson    | Malmö stadsteater |
| 1945 | Portvakten i Hôtel de Bourgogne | Cyrano de Bergerac Edmond Rostand                           | Sandro Malmquist | Malmö Stadsteater |
| 1945 |                                 | Det var en gång Holger Drachmann                            | Arne Lydén       | Malmö stadsteater |
| 1946 |                                 | Tolvskillingsoperan Bertolt Brecht och Kurt Weill           | Sandro Malmquist | Malmö stadsteater |
| 1948 |                                 | Kalifens son Axel Strindberg                                | Gösta Folke      | Malmö Stadsteater |
| 1948 |                                 | Radiobragden Charlotte B. Chorpenning                       | Georg Årlin      | Malmö Stadsteater |
| 1948 |                                 | Lycko-Pers resa August Strindberg                           | Gösta Folke      | Malmö Stadsteater |
| 1951 | Cafévärden i Casablanca         | Blåjackor Lajos Lajtai och Lauri Wylie                      | Sven Aage Larsen | Oscarsteatern     |
| 1951 | Portvakten                      | Kiss Me, Kate Cole Porter, Samuel Spewack och Bella Spewack | Sven Aage Larsen | Oscarsteatern     |